# NGC 642
NGC 642 est une très vaste galaxie spirale barrée située dans la constellation du Sculpteur. NGC 642 a été découverte par l'astronome britannique John Herschel en 1834.

## Caractéristiques
Sa vitesse par rapport au fond diffus cosmologique est de 5 650 ± 18 km/s, ce qui correspond à une distance de Hubble de 83,3 ± 5,8 Mpc (∼272 millions d'al).
À ce jour, neuf mesures non basées sur le décalage vers le rouge (redshift) donnent une distance de 92,722 ± 13,476 Mpc (∼302 millions d'al), ce qui est à l'intérieur des valeurs de la distance de Hubble. Notons cependant que c'est avec la valeur moyenne des mesures indépendantes, lorsqu'elles existent, que la base de données NASA/IPAC calcule le diamètre d'une galaxie et qu'en conséquence le diamètre de NGC 642 pourrait être d'environ 70,3 kpc (∼229 000 al) si on utilisait la distance de Hubble pour le calculer.
La classe de luminosité de NGC 642 est III et elle présente une large raie HI.

## Paire de galaxies
Les distances de Hubble des galaxies NGC 639 et NGC 642 sont égales au centième près. C'est une paire confirmée de galaxies,.